# Жёлтинское сельское поселение
Жёлтинское се́льское поселе́ние — муниципальное образование в Агаповском районе Челябинской области Российской Федерации. В рамках административно-территориального устройства муниципальное образование  соответствует административно-территориальной единице Жёлтинский сельсовет.
Административный центр: посёлок Жёлтинский.

## История
Статус и границы сельского поселения установлены Законом Челябинской области от 26 августа 2004 года № 259-ЗО «О статусе и границах Агаповского муниципального района и сельских поселений в его составе»

## Население
| 1995  | 2002  | 2010  | 2011  | 2012  | 2013  | 2014  |
| ----- | ----- | ----- | ----- | ----- | ----- | ----- |
| 1555  | ↘1536 | ↗1537 | ↗1538 | ↘1522 | ↘1492 | ↘1474 |
| 2015  | 2016  | 2017  | 2018  | 2019  | 2020  | 2021  |
| ↘1430 | ↗1435 | ↗1450 | ↗1466 | ↗1477 | ↗1478 | ↗1566 |
| 2023  |       |       |       |       |       |       |
| ↘1518 |       |       |       |       |       |       |

## Состав сельского поселения
| № | Населённый пункт | Тип населённого пункта          | Население |
| - | ---------------- | ------------------------------- | --------- |
| 1 | Жёлтинский       | посёлок, административный центр | ↗1252     |
| 2 | Муравейник       | посёлок                         | ↘285      |